# Vermiglio (film)
Vermiglio è un film del 2024 scritto e diretto da Maura Delpero.
Il lungometraggio è stato presentato in anteprima il 2 settembre 2024, alla 81ª Mostra internazionale d'arte cinematografica di Venezia, dove ha poi vinto il Leone d'argento. È stato poi selezionato per rappresentare l'Italia ai Premi Oscar del 2025 nella sezione del miglior film internazionale.

## Trama
Nel 1944, nel remoto villaggio trentino di Vermiglio, l'arrivo di Pietro, un soldato reduce dalla guerra di origini siciliane, stravolge la quotidianità di un insegnante e della sua famiglia. Lucia, la maggiore delle figlie dell'insegnante, si innamora di Pietro e decide di sposarlo. Appena giunge notizia della fine della guerra, Pietro torna in Sicilia con lo scopo di far sapere ai propri cari di essere sopravvissuto, promettendo alla moglie che sarebbe tornato presto. Tuttavia, dopo avere perso le tracce di Pietro, in famiglia si apprende dal giornale che l'uomo, già sposato con una donna siciliana, viene da questa ucciso. 
Nel frattempo, Lucia dà alla luce la bambina che aspettava da Pietro, Antonia. La morte di Pietro sconvolge Lucia, la quale cade in uno stato di disperazione e rifiuta la bambina, meditando il suicidio dal quale la salva il fratello Dino. Durante il processo di graduale ripresa, compie un viaggio in Sicilia, dove ha un incontro ravvicinato con la prima moglie di Pietro e si reca sulla tomba del marito. Intanto ha affidato la piccola ad un orfanotrofio, nel quale lavora la sorella minore Ada, fattasi suora. Infine Lucia compie la scelta di andare in città, a servizio in una famiglia di signori, ripromettendosi di tornare poi a riprendere la sua bambina.

## Produzione
Le riprese del film sono cominciate il 28 agosto 2023 e sono terminate il 18 dicembre seguente, in Val di Sole: a Vermiglio, paese natale del padre della regista, a Carciato e a Comasine. Maura Delpero ha deciso di realizzare il film dopo la morte di suo padre affinché contribuisse a preservare le tradizioni nelle quali era cresciuta, effettuando anche molte interviste alla popolazione locale nel corso della pre-produzione.
Il costo complessivo di produzione si è attestato a quota 4 265 736 euro. 

## Promozione
La prima clip del film è stata diffusa online da Deadline.com il 30 agosto 2024.

## Distribuzione
Il film è stato presentato in anteprima alla 81ª Mostra internazionale d'arte cinematografica di Venezia il 2 settembre 2024, per poi essere distribuito nelle sale cinematografiche italiane il 18 dello stesso mese.

## Accoglienza

### Incassi
Il film ha incassato 4380242 $, di cui 2700557 € in Italia.

### Critica italiana
Il film è stato accolto con recensioni favorevoli dalla critica cinematografica italiana.
Matteo Pasquini di Ciak scrive che similmente al precedente film Maternal la sceneggiatura ci racconta del rapporto madre-figli impostata su una «cornice estremamente raffinata, sia linguisticamente, stilisticamente che narrativamente coerente e omogenea». Anche Federico Pontiggia del Cinematografo afferma che il film sintetizza «la previa esperienza documentaristica, con maggiore ambizione, libero arbitrio e calma», affermando che, «ottima la direzione d'attori, preziosa la tenuta anti-spettacolare, mirabile la poesia di guerra e pace, abbiamo una signora autrice: Maura Delpero».
Pietro Masciullo di Sentieri selvaggi afferma che Vermiglio è «al netto di qualche schematismo, un film sincero e onesto con i suoi spettatori confermando nella cineasta uno sguardo registico personale e consapevole». Antonio Cuomo di Movieplayer.it definisce il film come «intimo e sentito», affermando che, sebbene «per ritmo e tono non sarà forse un film che può parlare a tutti, chi saprà entrarci in sintonia resterà colpito e coinvolto nella vita della comunità che lo accoglie».
In una recensione meno entusiasta, Davide Turrini de Il Fatto Quotidiano afferma che si nota «un tentativo produttivo dispendioso e ardito di creare un set» in quanto «i fotogrammi di Vermiglio sembrano vuoti», chiedendosi se sia «un’indecisione o un’inesperienza di regia, se siano troppo invadenti le scelte dei direttori della fotografia e degli operatori di macchina sul set».

### Critica internazionale
Il film è stato accolto con recensioni generalmente favorevoli dalla critica cinematografica internazionale.
Jessica Kiang di Variety afferma che «l'economicità è la parola d'ordine di questo film», il quale risulta «ingannevolmente formalista» dalla regia, al montaggio, dalle composizioni musicali ai costumi, contribuendo «a un'affascinante rimozione narrativa, smentita dalla nitidezza ravvicinata delle immagini». Kiang scrive che sebbene la storia sia ambientata nel passato, essa «agisce come un futuro segreto di famiglia che si svolge al presente» attraverso «lo spirito delle madri, delle sorelle e delle figlie che sono venute prima e dopo, e che si sono fidate delle imperiose montagne per mantenere i loro segreti».

## Riconoscimenti
- 2025 – Golden Globe
  - Candidatura al miglior film in lingua straniera[29]

- 2025 – David di Donatello
  - Miglior film
  - Miglior regista a Maura Delpero
  - Migliore sceneggiatura originale a Maura Delpero
  - Miglior autore della fotografia a Michail Kričman
  - Miglior suono a Dana Farzanehpour, Hervé Guyader e Emmanuel de Boissieu
  - Miglior casting a Maurilio Mangano e Stefania Rodà
  - Miglior produttore a Francesca Andreoli, Leonardo Guerra Seràgnoli, Santiago Fondevila Sancet, Maura Delpero per Cinedora, con Rai Cinema in collaborazione con Charades (coproduzione con la Francia) e Versus (coproduzione con la Belgio)
  - Candidatura alla migliore attrice protagonista a Martina Scrinzi
  - Candidatura al miglior attore protagonista a Tommaso Ragno
  - Candidatura al miglior scenografo a Pirra, Vito Giuseppe Zito e Sara Pergher
  - Candidatura al miglior costumista ad Andrea Cavalletto
  - Candidatura al miglior trucco a Frédérique Foglia
  - Candidatura alla migliore acconciatura a Tiziana Argiolas
  - Candidatura al miglior montatore a Luca Mattei

- 2024 – Mostra internazionale d'arte cinematografica di Venezia[1]
  - Leone d'argento - Gran premio della giuria[3]
  - Green Drop Award[30]
- 2024 – Chicago International Film Festival[31]
  - Premio Gold Hugo – International Competition

- 2024 – European Film Awards[32]
  - Candidatura al miglior film
  - Candidatura al miglior regista a Maura Delpero
- 2024 – Gotham Independent Film Awards[33]
  - Candidatura al miglior film internazionale

- 2024[34] - Ciak d'oro
  - Candidatura migliore film drammatico